# Selenaria meganae
Selenaria meganae är en mossdjursart som beskrevs av Conroy, Cook och Bock 200. Selenaria meganae ingår i släktet Selenaria och familjen Selenariidae. Inga underarter finns listade i Catalogue of Life.